# Митюнино
Митюнино — деревня в Псковском районе Псковской области. Входит в состав Серёдкинской волости. 
Расположена в 50 километрах к северу от Пскова и в 12 км к юго-востоку от деревни Гверздонь.
Численность населения деревни по состоянию на 2000 год составляла 7 человек.
До 1 января 2010 года деревня входила в состав ныне упразднённой Гверздонской волости.

## Топографические карты
- Лист карты O-35-XVII Новоселье. Масштаб: 1 : 200 000. Издание 1980 г.